# Чеховізна
Чеховізна (пол. Czechowizna) — село в Польщі, у гміні Книшин Монецького повіту Підляського воєводства.
Населення — 208 осіб (2011).
У 1975-1998 роках село належало до Білостоцького воєводства.

## Демографія
Демографічна структура станом на 31 березня 2011 року:
|          | Загалом | Допрацездатний вік | Працездатний вік | Постпрацездатний вік |
| -------- | ------- | ------------------ | ---------------- | -------------------- |
| Чоловіки | 101     | 19                 | 64               | 18                   |
| Жінки    | 107     | 25                 | 51               | 31                   |
| Разом    | 208     | 44                 | 115              | 49                   |